# KAT-TUN LIVE TOUR 2022 Honey
『KAT-TUN LIVE TOUR 2022 Honey』（カトゥーン ライヴ ツアー 2022 ハニー）はKAT-TUNの17枚目のDVD/Blu-ray Discである。2022年11月2日にジェイ・ストームから発売された。

## 概要
本作品は、2022年4月1日から6月4日まで行われた、KAT-TUNの10thアルバム『Honey』の楽曲を中心に構成された全国ライブツアー「KAT-TUN LIVE TOUR 2022 Honey」から、2022年5月5日開催の東京・国立代々木競技場第一体育館公演を収録。同地での公演はデビュー15周年記念コンサート「15TH ANNIVERSARY LIVE KAT-TUN」の2021年3月22日の無観客配信公演以来およそ1年ぶり、有観客では2014年9月26日-28日の『KAT-TUN LIVE TOUR 2014 come Here』以来、8年ぶりとなった。
初回限定盤 DVD/Blu-rayと通常盤DVD/Blu-rayの2種類で発売。
2022年10月19日よりYouTubeにて「Ain’t Seen Nothing Yet」、10月26日より「We Just Go Hard feat. AK-69」、10月29日より「CRYSTAL MOMENT」の歌唱映像が公開された。
2022年10月22日よりYouTubeにて特典映像ダイジェストが公開された。
2022年10月24日より、KAT-TUNの公式TikTokアカウント開設とともに、本作のライブ映像が投稿された。
2022年11月2日より、『Honey』公式「KAT-TUN PARK」ページにて、「ハルカナ約束」の 歌唱映像、本編ダイジェスト、Bee Mission（2種）が限定公開された。
本作の発売を記念して、2022年11月1日から7日までSHIBUYA TSUTAYAにてパネル展＆衣装展を開催。
メンバーの中丸雄一がジャニーズ事務所公式の有料モバイルサイト「Johnny's Web」内「中丸のページ」にて、2022年11月6日20時から本作同時再生企画とハッシュタグ「#カトゥーン同時再生会」を提案、当日はリアルタイムで本人からのコメントはTwitterで投稿した。

## 特典・仕様
- 初回限定盤 - 三方背デジパック仕様、64P LIVEフォトブックレット封入[4]

## 収録内容

### 本編映像
1. Overture
2. Ain’t Seen Nothing Yet
3. We Just Go Hard feat. AK-69
4. Roar
5. In Fact
6. GO AHEAD
7. Womanizer
8. EUPHORIA
9. Born Free
10. Honey on me
11. カンタービレ - 上田竜也
12. Lollipop - 上田竜也
13. LIPS
14. Keep the faith
15. UNLOCK
16. ハルカナ約束
17. ムーンショット - 中丸雄一
18. 僕なりの恋
19. SWEET CHAIN
20. KISS KISS KISS
21. Love Supply
22. 夜は空いてる - 亀梨和也
23. Prisoner
24. Lily
25. Fly like a ROCKET
26. FIRE STORM
27. STING
28. CRYSTAL MOMENT
29. Real Face#2
30. Into The Light
31. UPDATE
32. Peacefuldays

### 特典映像

#### 初回限定盤
- 公演替わり曲より「TWO」「儚い指先」「HONESTY」（本編未収録の曲）[14]
- マルチアングル映像（「Ain’t Seen Nothing Yet」「We Just Go Hard feat. AK-69」「Lily」）
- 「Amazon Music Live: KAT-TUN」 - KAT-TUNデビュー記念日の2022年3月22日に開催された生配信ライブイベントのダイジェスト映像を収録[14]。
- 「『Honey』リリース記念スペシャルイベント」 - 2022年6月6日にビルボードライブ東京にて有観客で行われたアルバム『Honey』リリースイベントのダイジェスト映像を収録[14]。

#### 通常盤
- ツアー最終日2022年6月4日のマリンメッセ福岡公演の模様をダイジェスト映像（Wアンコールで披露された「PRECIOUS ONE」など含む）[14]。
- 各都市MCダイジェスト映像 - 大阪・宮城・静岡・東京・北海道・愛知・福井・福岡、全8都市でのMCの模様をダイジェスト収録[14]。
- Bee Mission - 本編内で使用された映像コンテンツ「Bee Mission」全13パターンの映像を収録[14]。

## チャート成績
初週DVD1.6万枚、Blu-ray4.4万枚を売り上げ、2022年11月14日付「オリコン週間ミュージックDVD・BDランキング」で初登場1位を獲得し、8作連続・通算8作目の1位となった。